# Це — ми (телесеріал)
«Це — ми» (англ. This Is Us) — американський драматичний телесеріал, створений Деном Фогелманом. Прем'єра першої серії відбулася 20 вересня 2016 року на телеканалі NBC. Головні ролі виконують Майло Вентімілья, Менді Мур, Стерлінг К. Браун, Кріссі Метз, Джастін Гартлі, Сьюзен Келечі Вотсон, Кріс Салліван, Рон Кефас Джонс, Джон Уертас, Александра Брекенрідж, Еріс Бейкер та Фейт Герман.
Прем'єра трьох перших сезонів серіалу на телеканалі NBC відбулася у 2016—2019 роках (по 18 епізодів кожен); 24 вересня 2019 — початок четвертого сезону. 12 травня 2019 року NBC повідомила про продовження телесеріалу на три додаткові 5-7 сезони.

## Сюжет
У серіалі йдеться про життя братів і сестер Кевіна, Кейт і Рендалла (відомих як «Велика трійка») та їхніх батьків Джека й Ребекки Пірсон. Події відбуваються, переважно, в теперішній час і використовуються спогади, щоб показати минуле сім'ї. Кевін і Кейт - двоє дітей, які вижили з триплетної вагітності та народилися за шість тижнів до 36-річчя Джека 1980 року; їхній брат — мертвонароджений. Вважаючи, що вони повинні мати трьох дітей, Джек і Ребекка, які є білими, вирішили всиновити Рендалла — афроамериканську дитину, яка народилася в той самий день і доставлена до тієї самої лікарні після того, як його біологічний батько покинув його на пожежній станції. Джек помирає, коли його дітям виповнюється по 17 років.
Більшість епізодів показують сюжетну лінію, що відбувається в теперішній час (2016—2018 рр., одночасно з часом показу серіалу), і сюжетну лінію, що відбувається в певний час минулого, але деякі епізоди проходять в один проміжок часу або використовують декілька періодів зі спогадів. Спогади часто зосереджені на Джекові та Ребеці 1980 року як до, так і після народження дітей, або на сім'ї, коли Велика Трійка є дітьми (віком у проміжку від 8 до 10 років) або підлітками; ці сцени зазвичай відбуваються в Пітсбурзі, де народжується і виховується Велика Трійка. Також були залучені інші локації та часові проміжки. Нещодавно шоу повернуло до життя нових персонажів, таких як названа дитина Рендалла Дежа. Уже доросла Кейт живе в Лос-Анджелесі, Рендалл і його сім'я — в Нью-Джерсі, а Кевін переїжджає з Лос-Анджелеса до Нью-Йорка.

## Перелік сезонів
| Сезон | Епізоди | Початок         | Закінчення      |
| ----- | ------- | --------------- | --------------- |
| 1     | 18      | 20 вересня 2016 | 14 березня 2017 |
| 2     | 18      | 26 вересня 2017 | 13 березня 2018 |
| 3     | 18      | 25 вересня 2018 | 2 квітня 2019   |
| 4     | 18      | 24 вересня 2019 | 24 березня 2020 |
| 5     | 18      | 27 жовтня 2020  | TBA             |

## У ролях
- Майло Вентімілья — Джек Пірсон
- Менді Мур — Ребекка Пірсон
- Стерлінг К. Браун — Рендалл Пірсон
- Кріссі Метц — Кейт Пірсон
- Джастін Хартлі — Кевін Пірсон
- Сьюзен Келечі Уотсон — Бет Пірсон
- Кріс Салліван — Тобі Деймон
- Рон Кіфас Джонс — Вільям «Шекспір» Хілл
- Джон Уертас — Мігель Ривас
- Александра Брекенрідж — Софі
- Еріс Бейкер — Тесс Пірсон
- Фейт Герман — Енні Пірсон
- Філісія Рашад — Керол Кларк
- Джеймі Герц — Марін Розенталь
- Крістін Мінтер — Міс Добсон

## Нагороди та номінації
- Найкраще телешоу року (номінація) (Американський інститут кіномистецтва)[6]